# Сибір (хокейний клуб)
Хокейний клуб «Сибір» — хокейний клуб з м. Новосибірська, Росія. Заснований у 1948 році, до 1962 року — «Динамо». Виступає у чемпіонаті Континентальної хокейної ліги.
Найкраще досягнення у чемпіонатах країни на вищому рівні — 6-е місце (2007).
Домашні матчі проводить у Льодовому палаці спорту «Сибір» (7,400). Кольори клубу: синій, білий і червоний.

## Історія

### 1946–1950
Перший чемпіонат СРСР з хокею із шайбою відбувся у 1946 році. У складі чемпіона — московського «Динамо» — виступали два гравці, чия спортивна кар'єра почалася у Новосибірську: Олег Толмачов і Всеволод Блінков. Останній, до того ж, став найкращим бомбардиром «Динамо» за підсумками того чемпіонату.
Наприкінці сезону 1946—47 з Москви, із спеціального семінару з техніки і тактики «канадського» хокею повернувся ентузіаст і популяризатор Іван Циба. Він привіз до Новосибірська першу «канадську» ключку і шайбу. Все це показувалося гравцям та глядачам у перерві заключного матчу чемпіонату міста з хокею з м'ячем. Іван Циба згодом багато працював з міськими хокейними командами: «Харчовик», «Локомотивом», «Буревісником». У кінці сезону керівництво ДСО «Динамо», за ініціативою Григорія Сентюріна, приймало рішення про відмову від участі у змаганнях з хокею з м'ячем, і про початок культивування хокею із шайбою. В основі рішення лежали суто практичні міркування: протягом багатьох років йшло суперництво за звання чемпіона Новосибірська між армійським і динамівським колективами. Армійці мали певні переваги: якщо «ядро» команд було приблизно рівноцінним, то лавка запасних у ТДВ, була довгою, в той час як «Динамо» страждало від недоукомплектованості. У новому ж вигляді хокею гравців потрібно було менше, зате вимоги до майстерності кожного з них значно зростали.
У січні 1948 року на водно-лижній станції «Харчовик» була споруджена перша у місті хокейна коробка. Відкрилася коробка показовим матчем між двома складами «Динамо», а 20 січня відбулася перша офіційна зустріч — матч зональної першості РРФСР. Новосибірськ представляло «Динамо», а суперником став красноярський «Спартак». Динамівці здобули перемогу з рахунком 19:0. 25 січня відбулась повторна гра, яка також закінчилася перемогою «Динамо», правда, скромнішою — 15:0. У лютому у місті з'явилася друга хокейна коробка — на «Спартаку». На двох стадіонах відбувся перший чемпіонат міста з хокею. Крім «Динамо» і «Харчовика», брала участь також команда «Спартак», але справжньої боротьби не вийшло — динамівці перевершували суперників у класі. 27 лютого все на тій же водно-лижній станції «Харчовик» відкрилися фінальні змагання чемпіонату РРФСР. У чотирьох матчах майбутній олімпійський чемпіон Валентин Кузін відправив у ворота суперників 19 шайб. Динамівці виграли всі ігри, і стали чемпіонами РРФСР. У чемпіонському складу були: воротар Михайло Судомоєв, Валентин Кузін, Василь Салком, Хамід Ісламов, Олександр Швецов, Борис Архіпов, Василь Батурін, Володимир Кузьмін, Володимир Гладков. Очолював команду Григорій Сентюрін.
У сезоні 1949—50 дві новосибірські команди — «Динамо» як чемпіон РРФСР і ОБО як чемпіон РРФСР з хокею із м'ячем — були включені у чемпіонат СРСР по другій групі команд майстрів. Лідерами армійців були воротар Михайло Огородников, Віктор Звонарьов, Георгій Овчинников, Анатолій Васильєв, Володимир Верига. Очоолював команду Ілля Рясной. Обидві команди досить успішно виступили у зональному турнірі, і посіли у результаті 2-е і 3-є місця у 2-й зоні. Друге місце дало право динамівцям на участь у фінальному турнірі. Турнір проходив у Москві, і новосибірське «Динамо» у підсумку стало п'ятим.

### 1950–1955
У сезоні 1950—51 усі чотири новосибірські команди виступали у чемпіонаті і кубку РРФСР. Найкращий результат у «Динамо», яке здобуло бронзові медалі чемпіонату. Колишній гравець «Динамо» Валентин Кузін дебютував у складі «Динамо» (Москва), і завоював срібну медаль чемпіонату СРСР.
У сезоні 1951—52 знову чотири новосибірських клуби грали у чемпіонаті РСФСР. Армійці виграли змагання у Сибірській зоні, і вийшли у фінал чемпіонату, де до останнього туру зберігпли шанси на золоті медалі, але у підсумку посіли 2-е місце. Валентин Кузін до срібної медалі чемпіонату-51 додав бронзову чемпіонату—52.
У 1952 році армійці, як фіналісти чемпіонату РРФСР, включені до складу чемпіонату СРСР серед команд майстрів у класі А. У складі ОБО виступали Михайло Судомоєв, Юрій Паньков, Георгій Овчинников, Віктор Никифоров, Борис Соколов, Володимир Верига, Володимир Педрас, Володимир Лопатін, Павло Маклецов, Олексій Вєтров, Володимир Івлєв, Віктор Звонарьов, Валентин Корсаков, Іван Хвостов, Олександр Сисоєв, Юрій Студенецький, Володимир Чернов. Очолював команду Олександр Міхєєв. На першому етапі команда посіла 4-е місце у «Молотовській» підгрупі, а за підсумками фіналу посіла 12-е місце. «Динамо» і «Спартак» виступили у чемпіонаті та кубку РРФСР. У складі «Динамо» воротарі Володимир Лук'янов і Юрій Кучин, польові гравці Хамід Ісламов, Олександр Палкін, Володимир Нагих, Василь Салком, Володимир Батурін, Борис Архіпов, Володимир Кузьмін, Володимир Щемелінський, Іван Прудніченко, Юрій Галанін, Олександр Швецов, Володимир Рубець, Вадим Смирнов, Олександр Жигунов. Очолював команду Григорій Сентюрін. Лідер «Спартака» — Лев Галятін. У лютому динамівці досягли першого успіху, завоювавши Кубок РРФСР, а у березні, у рідному місті здобули золоті медалі чемпіонату РРФСР. Валентин Кузін став дворазовим бронзовим призером чемпіонату СРСР.
У сезоні 1953—54 клас А був обмежений 9 командами. Також був організований чемпіонат СРСР у класі Б, куди включалися найгірші команди класу А і найкращі команди чемпіонату РРФСР. Однак армійці вирішили не брати участь у цьому чемпіонаті, зосередившись на футболі. Проте «Динамо», посилене декількома провідними гравцями ОБО, впевнено виграло турнір у класі Б, і завойовало право на участь у чемпіонаті СРСР серед найсильніших команд майстрів. Валентин Кузін став чемпіоном СРСР і чемпіоном світу.
Наступний сезон став дебютним для «Динамо» у вищій лізі. Команда у підсумку фінішувала на 9-му місці. Це досягнення згодом було повторено кілька разів, але залишалося неперевершеним понад 50 років. За «Динамо» виступали: воротар Володимир Лопатін, польові гравці Віктор Никифоров, Володимир Кузьмін, Володимир Івлєв, Олексій Вєтров, Володимир Верига, Володимир Нагих, Олександр Швецов, Борис Соколов, Володимир Щемелінський, Олександр Палкін, Юрій Паньков. Почав підготовку до сезону як головний тренер Віктор Звонарьов, але до осені він виявився так завантажений за основним місцем роботи у спортклубі армії, що працювати з командою фізично не міг, і сезон команда провела під керівництвом капітана і граючого тренера Юрія Панькова. Окрім основного складу, кожна команда класу «А» повинна була мати юнацький. До складу юнацької команди «Динамо» були зібрані всі перспективні молоді гравці міста, очолював команду Григорій Маєвський, а капітаном і провідним гравцем був Віталій Стаїн. Юні хокеїсти стали бронзовими призерами першості СРСР. Новосибірський клуб «Крила Рад», посилений гравцями, що залишилися при об'єднанні «Динамо» і ОБО, виграв чемпіонат УРСР і отримав право брати участь у чемпіонаті СРСР по класу «Б», де посів 3-є місце. У складі «Крил», які представляли завод ім. Чкалова, поряд з відомими гравцями Георгієм Овчинниковим, Василем Салковим, Хамідом Ісламовим, Миколою Кучановим, Борисом Архіповим, Володимиром Педрасом виступали молоді і перспективні хокеїсти Юрій Кучин, Анатолій Бірюлінцев, Іван Хвостов, Валентин Корсаков, Борис Воронков, Сергій Вяткін, Володимир Турлянцев, Юрій Наумов. Очолював команду Володимир Батурін. Валентин Кузін став триразовим бронзовим призером чемпіонату СРСР і срібним призером чемпіонату світу.

### 1955–1960
У сезоні 1955—56 команда «Динамо» зазнала ряд втрат: поїхав у московське «Динамо» лідер атак Віктор Никифоров, в інші клуби перейшли Геннадій Вєтров і Борис Соколов. На зміну прийшли молоді хокеїсти: Віталій Стаїн, Віктор Картавих, воротар В'ячеслав Бубенець, Анатолій Бірюлінцев, Юрій Тархов, Геннадій Радаєв. Чемпіон РРФСР «Крила Рад» делегували в основну міську команду досвідченого Георгія Овчинникова і молодого Сергія Вяткіна. Григорію Сентюріну вдалося створити боєздатний колектив, і в підсумку «Динамо» посіло 10-е місце у чемпіонаті. Новосибірський «Хімік» (капітан — Микола Граков) здобув звання чемпіона РРФСР і право виступати у класі Б чемпіонату СРСР. Валентин Кузін отримав четверту бронзову медаль чемпіонату СРСР, став дворазовим чемпіоном світу та олімпійським чемпіоном.
Головним тренером «Динамо» у сезоні 1956—57 був обраний Віктор Звонарьов. У середині сезону у складі дебютував Володимир Золотухін, практично відразу. У результаті команда повторила свій найкращий результат, посівши 9-е місце. У чемпіонаті СРСР серед команд класу Б четверте місце посів «Хімік» (тренер Володимир Верига, капітан Микола Граков), а «Крила Рад» удруге в своїй історії стали чемпіонами РРФСР (тренер команди Валентин Батурін, капітан — Іван Хвостов). Хамід Ісламов став чотириразовим чемпіоном РРФСР. Валентин Кузін отримав п'яту бронзову медаль чемпіонату СРСР.
У сезоні 1957—58 у команді «Динамо» відбулась зміна поколінь. Закінчили виступати Георгій Овчинников, Володимир Кузьмін, Олександр Швецов та Юрій Паньков. До команди прийшли Юрій Судоплатов, Володимир Кунгурцев та Юрій Михайлов. Чемпіонат цього року був перехідний: з наступного сезону клас А вирішено розділити на дві групи — першу, де виступатимуть десять сильних клубів, і другу. Динамо виступало невдало, посіло у чемпіонаті 13-е місце, і вибуло в другу групу. Валентин Кузін у шостий раз став бронзовим призером чемпіонату.
У наступному сезоні у складі команди дебютував Володимир Індюков. А на посаду головного тренера знову був обраний Юрій Паньков. У другій групі класу А команда посіла 2-е місце. Поділ класу А на групи було визнано невдалим експериментом, у в сезоні 1959—60 було вирішено знову повернутися до єдиних змагань. З ініціативи Ігоря Пасинкова у Новосибірську почала відроджуватися армійська команда. Валентин Кузін став дворазовим срібним призером чемпіонату СРСР. У Новосибірську, на вулиці Богдана Хмельницького, за ініціативою Григорія Сентюріна і директора заводу хімконцентратів, Героя Соціалістичної Праці Павла Олексійовича Власова почалось будівництво палацу спорту зі штучним льодом.
У сезоні 1959—60 Олег Толмачов став головним тренером «Динамо» — новосібірець, до війни виступав у змаганнях з футболу та хокею з м'ячем за рідне місто, після війни опинився у московському «Динамо», освоїв новий вид спорту і став першим чемпіоном СРСР. У складі дебютував Валерій Агафонов. Чемпіонат СРСР у перший і останній раз був розіграний за системою плей-оф. В Урало-Сибірській підгрупі «Динамо» посіло 3-є місце, в 1/8 фіналу з московськими одноклубниками для визначення переможця знадобився третій матч: у першому новосибірці — вперше в своїй історії — добилися нічиєї. У втішних серіях команда вибила з боротьби армійців Калініна, і в серії за 9-е місце повинні були зустрітися з ленінградським «Кіровцем», але гості від участі в серії відмовилися. У підсумку команда посіла третій раз в історії 9-е місце. В останньому своєму сезоні Валентин Кузін став триразовим срібним призером чемпіонатів СРСР.

### 1960–1965
Головною втратою сезону 1960—61 став від'їзд до московського «Динамо» Віталія Стаїна. До команди були запрошені Володимир Тарасенко та Василь Макаров. У попередніх іграх у підгрупі «А» «Динамо» посіло 7-е місце, записавши до свого активу перемогу над московськими одноклубниками і нічию з «Крилами Рад». На другому етапі команда виграла турнір за 13-19 місця.
У сезоні 1961—62 на посаду головного тренера був знову обраний Юрій Паньков. Дебютували у складі воротар Леонід Попсуєв, польові гравці Анатолій Бабаєв та Едуард Д'яков. З примітних результатів — нічия з московським «Динамо». У складі московського «Динамо» виступав Віталій Стаїн — і став срібним призером чемпіонату СРСР. Новосибірське «Динамо» у своєму останньому сезоні посіло 12-е місце.
У 1962 році з ініціативи Г. Сентюріна і П. Власова відбулось об'єднання двох команд — учасника чемпіонату СРСР «Динамо» і призера чемпіонату РРФСР — «Хіміка». Новий колектив отримав назву «Сибір», потрапив під патронаж заводу хімконцентратів, і замінив «Динамо» у складі учасників чемпіонату СРСР. Посаду головного тренера довірено колишньому відповідальному працівнику федерації хокею СРСР Юрію Дмитрієвському. Серед найбільших втрат команди: виїхали у футбольний клуб «Динамо» (Москва) В'ячеслав Бубенець, а у хокейний — Анатолій Бірюлінцев, закінчив виступи Володимир Щемелінський. Запрошений до команди нападник Борис Ларкович. У сезоні 1962—63 знову виникла ідея розділити клас А на дві групи. На першому етапі «Сибір» боролася за місце у лізі. Команда перемогла московські «Локомотив» і «Крила Рад», але у підсумку посіла 11-е місце, і грала у турнірі за 11-20 місця. Анатолій Бірюлінцев і Віталій Стаїн стали срібними призерами чемпіонату СРСР, причому Стаїн — вдруге.
У сезоні 1963—64 команду очолив тренерський тандем — у помічники Дмитрієвському був призначений Віктор Звонарьов. Вибули з команди Володимир Тарасенко та Едуард Д'яков, проте повернувся срібний призер чемпіонату СРСР Анатолій Бірюлінцев, після річної перерви повернулися Геннадій Шмельов і Валерій Агафонов. У «Турнірі за 11-21 місця» новосибірці посіли 4-е (14-е загальне) місце. Команда СКА під керівництвом Ігоря Пасинкова стала чемпіоном РРФСР. Віталій Стаїн став триразовим срібним призером чемпіонату СРСР.
У сезоні 1964—65 команда приступила до тренувань на новому стадіоні «Сибір» із штучним льодом. Трибуни стадіону вміщували 5,000 глядачів. Головним тренером команди був призначений Віктор Звонарьов. Був запрошений воротар із свердловського «Спартака» Борис Веретенніков, повернувся після закінчення ВНЗ Володимир Васильєв, з молодіжного «Сибіру» прийшов до основного складу Геннадій Капкайкін. Залишив команду Віктор Картавих, який закінчив виступи. «Сибір» впевнено перемогла у змаганнях першої підгрупи другої групи класу А, і здобула право у наступному сезоні виступати у класі найсильніших. Третє місце у тому ж турнірі посіла команда СКА.

### 1965–1970
У сезоні 1965—66 команду залишили Анатолій Бабаєв і Микола Миронов. Завдяки Георгію Сентюріну та Аркадію Чернишову повернувся у команду Віталій Стаїн як граючий тренер. Також з московського «Динамо» був запрошений Валентин Григор'єв, а з молодіжної команди — Володимир Попов. Дебютант відзначився двома нічиїми з московським «Динамо», але у цілому сезон виявився невдалим — команда посіла останнє місце. Від виліту команду врятувало лише розширення першої групи. Армійці — четверті у першій підгрупі другої групи. Молодіжна команда «Сибір» (тренер Віктор Звонарьов, капітан Георгій Углов) стала срібним призером першості СРСР.
У сезоні 1966—67 закінчив грати і став головним тренером Геннадій Радаєв. Радаєв і Стаїн виробили корінне омолодження складу: Юрія Судоплатова і Бориса Ларковича закінчили виступи. Запрошено у команду Костянтина Треногіна, який закінчив службу в армії. З молодіжного складу були запрошені нападники Георгій Углов, Олексій Гутов та Юрій Самохвалов, захисник Микола Новоженін, воротар Олександр Кривцов. Після служби в армії (у СКА Новосибірськ) прийшов у «Сибір» вихованець хокею міста Електросталь воротар Володимир Зарембо. Змінилась структура чемпіонату СРСР. Перша група класу А перетворилась у вищу лігу, друга — у першу. Вперше були введені перехідні турніри за право виступати у вищій лізі. Команда знову посіла 10-е місце. Чемпіонат першої ліги проводився в одній підгрупі, і СКА посів у ньому 4-е місце. Молодіжна команда «Сибір» (тренер Віктор Звонарьов, капітан Георгій Углов) другий рік поспіль завойовала срібні медалі першості СРСР серед молоді. Юнацька команда (тренер Василь Бастерс) стала бронзовим призером першості СРСР за своїм віком. Команда «Зміна» з Заєльцовського району стала переможцем всесоюзних дитячих змагань «Золота шайба».
У сезоні 1967—68 склад команди не зазнав значних змін. Поїхав у Прокоп'євськ на пост граючого тренера Володимир Золотухін. Остаточно завершив виступи і став головним тренером Віталій Стаїн. З молодіжної команди були запрошені Олександр Чуріков і Микола Митрака. Команда третій сезон поспіль посіла 10-е місце у вищій лізі. Команда СКА провела не надто вдалий сезон у першій лізі, посіла лише 10-е місце. Молодіжна трійка «Сибіру» Олексій Гутов — Георгій Углов — Юрій Самохвалов у повному складі були запрошені до юнацької збірної СРСР, і вони стали срібними призерами чемпіонату Європи серед молодіжних команд. Молодіжна команда «Сибір» (тренер Василь Бастерс, капітан Олександр Чуріков) знову стала срібним призером першості СРСР.
У сезоні 1968–1969 «Сибір» знову поповнили гравці з молодіжної команди. Закріпилися у складі Олександр Кисляков, Володимир Шлюнько, Віктор Небольсина. Чемпіонат проводився за двоетапною формулою: на першому етапі дванадцять команд визначали шість найкращих, а на другому перша шістка розігрувала медалі, а друга, у компанії з найкращими колективами першої ліги, право виступати у класі найсильніших у наступному сезоні. Перший етап «Сибір» провалив, але на другому етапі посів у підсумку 11-е місце. СКА також провалив сезон, посівши у першій лізі останнє місце, і перейшов у другу лігу. Після виступу за юнацьку збірну СРСР із золотими медалями чемпіонату Європи повернулися Микола Новоженін, Георгій Углов та Віктор Небольсина.

## Арена
Льодовий палац спорту «Сибір» введений в експлуатацію у 1964 році. Ковзанка була зі штучним льодом, холодильні установки якої були такі ж, як у Палаці спорту у Лужниках (у той час найпотужніші у світі). Це дозволило всім новосибірським командам набагато раніше вийти на лід і брати участь в осінніх товариських іграх та офіційному турнірі на приз стадіону «Сибір».
Перше тренування «Сибір» на штучному льоду пройшла у 1964 році. Перший матч в історії новосибірської ковзанки зі штучним льодом пройшов 4 вересня між молодіжною командою «Сибір» і збірної міста, рахунок якого став нічийним 3:3. Першу шайбу на штучному льоду закинув захисник «Сибіру» А. Ледньов.
Влітку 2002 року у ЛПС «Сибір» пройшла реконструкція. У палаці було встановлено нове, сучасне освітлення. Місткість ЛПС «Сибір» — 7,400 глядачів.

## Символіка

Історія символіки ХК «Сибір»
2008—2014
2014—

## Відомі гравці
Найсильніші хокеїсти команди різних років:
- воротарі — В. Бубенець, А. Попсуєв, В. Казаков, В. Бородулін, Костянтин Капкайкін;
- захисники — А. Бірюлінцев, Ю. Михайлов, Г. Радаєв, Олександр Фаткуллін, А. Багаєв, Сергій Селянін, І. Рижих, В. Бистрянцев, І. Медведєв;
- нападники — Віталій Стаїн, В. Золотухін, В. Індюков, В. Картавих, Вол. Кунгурцев, В. Макаров, Ю. Судоплатов, Г. Капкайкін, Борис Барабанов, Ю. Антипов, С. Акімов, В. Меленчук, Дмитро Затонський, І. Храмцов, Є. Антонов, Є. Сагимбаєв.

## Фарм-клуби
- ХК «Рязань» — Вища хокейна ліга (з 2012)
- «Зауралля» (Курган) — Вища хокейна ліга (2011–2012)
- «Сибірські Снайпери» (Новосибірськ) — Молодіжна хокейна ліга